# PEST
PEST (Political, Economic, Social, Technological) – narzędzie planowania polegające na analizowaniu czynników politycznych, ekonomicznych, społecznych i technologicznych.

## Charakterystyka
Metoda PEST zwana jest inaczej generalną segmentacją otoczenia. Dzieli otoczenie na: polityczno-prawne, ekonomiczne, społeczne, technologiczne.
Metoda ta służy do badania makrootoczenia organizacji. Istotą tego narzędzia jest określenie podstawowych sfer otoczenia, a więc tych obszarów, które mogą mieć kluczowy wpływ na funkcjonowanie organizacji i jej przyszłą strategię działania (analiza). Wyróżnia się otoczenie:
Polityczne
Ekonomiczne
Socjokulturowe
Technologiczne
W niektórych opracowaniach pojawia się samodzielnie czynnik środowiskowy, Environment (wtedy analiza jest określana akronimem PEEST lub PESTE). Czasami wyróżnia się jeszcze otoczenie Legal (PESTLE lub PESTEL). Dodatkowo niektórzy autorzy wymieniają jako otoczenie czynniki międzynarodowe (International).

### Etapy badania
1. Wyróżnienie istotnych czynników dotyczących poszczególnych segmentów makrootoczenia (tworzenie listy kontrolnej, dyskusja między członkami zespołu badawczego – korekta lub uzupełnienie listy).
2. Ustalenie wpływu każdego z czynników na funkcjonowanie organizacji (Które z czynników opisujących poszczególne segmenty otoczenia oddziałują na organizację, a które są szczególnie istotne obecnie, a które będą ważne w ciągu następnych kilku lat? – sporządzenie zestawienia czynników według siły ich oddziaływania na organizację (hierarchia oraz dynamika zmian)).
3. Określenie relacji między organizacją a makrootoczeniem (dodatkowa analiza – jakie skutki mogą wywołać w organizacji, pomocne przy opracowaniu prognoz rozwojowych oraz określaniu misji i celów organizacji).